# 星崎城
星崎城（ほしざきじょう）は、愛知県名古屋市南区にあった日本の城（平城）。

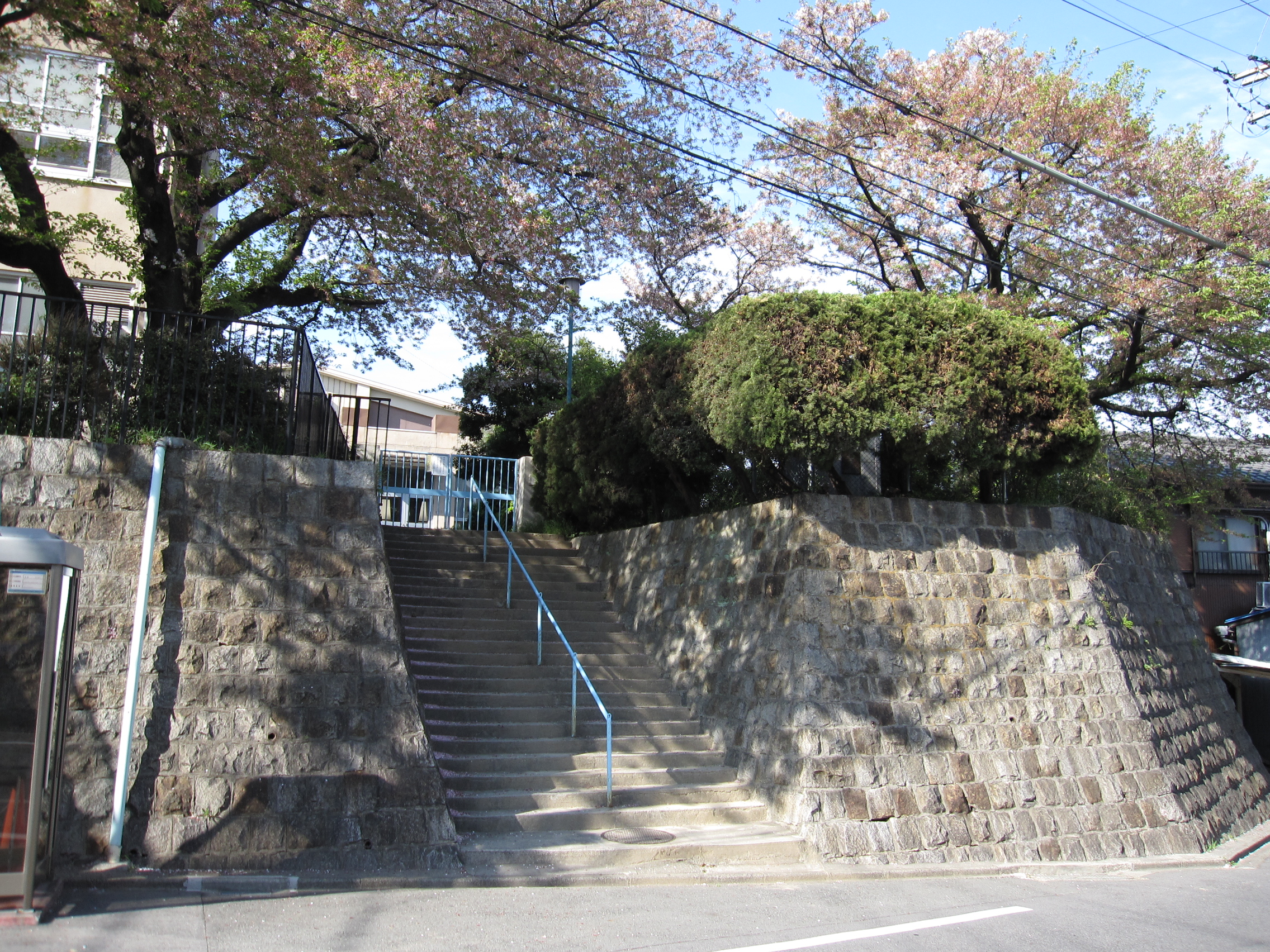
石垣

## 歴史

### 鎌倉時代
治承年間（1177年-1181年）に山田重忠が築城した。山田氏が居城していたが、他の地域に移りすんだので廃城になった。

### 戦国時代
鳴海の豪族だった花井右衛門兵衛がここを居城にした。山口教継の謀反により、花井右衛門兵衛の領地が織田信長に没収され、岡田直教が城主になった。天正12年（1584年）岡田直教の家臣である山口重勝が城主になった。山口重勝の娘が豊臣秀次の側室となったが、文禄4年（1595年）に豊臣秀吉が秀次に謀反の疑いにより自刃に追い込んだ後、親族も共に処刑され、山口重勝も自刃した。
その後、山田氏の支族である織田氏の家臣の岡田重善、岡田重孝が城主になった。織田信雄の伊勢国移封に伴い、後の牛久藩初代藩主山口重政が城主になったが、茂福城と領地を換える事になったため、廃城になった。

### 現代
現在は名古屋市立笠寺小学校、宅地になっており井戸以外のものは残っていない。名古屋市立笠寺小学校と近くにある秋葉神社に石碑がある。

## 規模
東西約47メートル、南北約61メートル。

## 所在地
- 愛知県名古屋市南区本星崎町本城765